# 阿姆鲁·伊本·希沙姆
阿姆鲁·伊本·希沙姆·马赫祖米（阿拉伯语：‎，570年—624年3月13日）被穆斯林称为阿布·贾赫勒（英語：Abu Jahl，字面意思為"无知之父"），是古莱什的麦加多神异教领袖之一，以反对穆罕默德和麦加早期穆斯林而闻名。
他是奥马尔·伊本·阿比·拉比阿（英語：Umar Ibn Abi Rabi'ah）兄弟，是穆罕默德的死敌之一，反对伊斯兰教和早期穆斯林的旗手。 伊斯兰教认为他具有如此程度的恶意和敌意，以至于穆罕默德给了他 "这个乌玛法老" 的称号。
穆罕默德说：称阿布·贾赫勒为 "阿布·哈卡姆" 的人犯了一个严重的错误。他应该为此寻求真主宽恕。
与普遍的误解相反，伊本·希沙姆不是穆罕默德的叔叔（就像阿布·拉哈卜一样）或另一个血亲。 穆罕默德属于古来氏部落的巴努哈希姆氏族，伊本希沙姆属于古来氏族的巴努马赫祖姆氏族。 相反，伊本·希沙姆是奥马尔舅舅。
阿姆鲁·伊本·希沙姆也被称为阿萨德·阿赫拉夫，因为他是发誓与伊斯兰教和穆罕默德作战的反对团体的狮子。

## 外部鏈接
- Hinds, M. . Bosworth, C. E.; van Donzel, E.; Pellat, Ch.  (编). . Leiden: E. J. Brill: 137–140. 1991. ISBN 978-90-04-08112-3.